# مورغان واربورتون
مورغان واربورتون (بالإنجليزية: Morgan Warburton)‏ مواليد 27 أبريل 1987 في برايس، هي لاعبة كرة سلة أمريكية معتزلة أصبحت مدربة. تم اختيارها من قبل فريق ساكرامنتو موناركس خلال الدرافت. يبلغ طولها 5 قدم 10 بوصة (1.8 م).